# El profesor Layton y la diva eterna
El profesor Layton y la diva eterna (レイトン教授と永遠の歌姫 Reiton-kyōju to Eien no Utahime?) es una película de animación basada en la serie de videojuegos de El profesor Layton. Fue estrenada en Japón el 19 de diciembre de 2009.
Según Level-5 la película se mantiene fiel a los videojuegos con la música, los puzles y los personajes. La película fue estrenada en México el 18 de marzo de 2010, en japonés con subtítulos en inglés y chino, y una versión en inglés fue lanzada por Manga Entertainment en el Reino Unido el 18 de octubre de 2010. El film fue estrenado en Estados Unidos el 8 de noviembre de 2011 por Viz Media. Selecta Visión la distribuyó en España a partir del 17 de septiembre de 2014, con el doblaje ya realizado por VIZ Media Europe.

## Argumento
La primera película basada en el juego, fue lanzada en Japón en 2009. Cronológicamente, los sucesos de la historia tienen lugar después de La llamada del espectro, sin embargo la historia es contada como un flashback en algún momento entre La villa misteriosa y La caja de Pandora (los acontecimientos de la historia del flashback se llevaron a cabo tres años antes). Emmy se une a Layton y Luke en un viaje para conocer a Janice Quatlane, una estudiante anterior del profesor Layton que tuvo éxito como cantante de ópera. Una de sus amigas, Melina, que había muerto un año antes, regresó en el cuerpo de una niña de siete años y afirmó que había encontrado la vida eterna. Durante la investigación, Layton, Luke y Janice quedan atrapados en un barco, el Crown Petone, y se ven obligados a cooperar con los planes de Descole para restaurar la ciudad perdida de Ambrosia. Mientras tanto, Emmy investiga las misteriosas desapariciones de niños en todo Londres. Muchos de los personajes de los juegos hacen un cameo. En el transcurso de la película, el elenco resolverá cuatro enigmas.

## Personajes
- Profesor Hershel Layton (Voz en japonés: Yō Ōizumi y en español: Jorge Varela[3]): Profesor de arqueología en la Universidad de Gressenheller y amante de resolver puzles.
- Luke Triton (Voz en japonés: Maki Horikita y en español: Carmen Ambrós[3]): Aprendiz y ayudante del profesor Layton. Es el hijo de su amigo Clark Triton.
- Emmy Altava (Voz en japonés: Saki Aibu y en español: Yolanda Gispert[3])
- Jean Descole (Voz en japonés: Atsuro Watabe y en español: Albert Roig[3])
- Janice Quatlane (Voz en japonés: Nana Mizuki[3])
- Clamp Grosky (Voz en japonés: Hōchū Ōtsuka y en español: Ignacio Latorre[3])
- Oswald Whistler (Voz en japonés: Iemasa Kayumi[3])
- Melina Whistler (Voz en japonés: Fumiko Orikasa y en español: Gloria Cano[3])
- Nina (Voz en japonés: Sumire Morohoshi y en español: Elvira García[3])
- Amelia Ruth (Voz en japonés: Megumi Toyoguchi y en español: Lidia Camino[3])
- Curtis O'Donnel (Voz en japonés: Shōzō Iizuka y en español: Francisco Alborch[3])
- Marco Brock (Voz en japonés: Kenta Miyake y en español: Francesc Rocamora[3])
- Frederick Bargland (Voz en japonés: Jōji Nakata y en español: Alberto Vilar[3])
- Annie Dretche (Voz en japonés: LiLiCo y en español: Esperanza Gracia[3])
- Celia Raidley (Voz en japonés: Kikuko Inoue y en español: Marta Estrada[3])
- Pierre Starbuck (Voz en japonés: Kōichi Yamadera y en español: Tasio Alonso[3])
- Don Paolo (Voz en japonés: Minoru Inaba y en español: Alfonso Vallés[3])

## Música
Dos álbumes con la música de la película fueron lanzados en Japón. Uno titulado The Eternal Diva: Janice Quatlane, que contiene todas las canciones vocales, y el otro titulado Layton Kyoju To Eien no Utahime Original Soundtrack, que contiene la música principal de la película (la mayoría de las cuales son versiones de las canciones de los primeros cuatro juegos). A diferencia de en los juegos, una orquesta real se utilizó para crear la mayoría de la música.

### Canciones
| The Eternal Diva: Janice Quatlane |                                 |          |  |
| N.º                               | Título                          | Duración |  |
| 1.                                | «Record of Memories»            | 1:19     |  |
| 2.                                | «Let this Happiness be Eternal» | 1:46     |  |
| 3.                                | «A Transient Life's Departure»  | 2:06     |  |
| 4.                                | «Janice's Tears»                | 1:38     |  |
| 5.                                | «The Eternal Diva»              | 7:03     |  |
| 6.                                | «A Song of the Stars»           | 0:37     |  |
| 7.                                | «A Song of the Sea»             | 0:49     |  |
| 8.                                | «A Song of the Sun»             | 2:16     |  |
| 9.                                | «Indigo Memories»               | 1:39     |  |
| 19:13                             |                                 |          |  |

| Layton Kyouju To Eien no Utahime Original Soundtrack |                                                                   |          |  |
| N.º                                                  | Título                                                            | Duración |  |
| 1.                                                   | «Cold Open ~Professor Layton's Theme»                             | 2:38     |  |
| 2.                                                   | «Prologue to the Adventure ~Puzzles»                              | 1:27     |  |
| 3.                                                   | «Travel Guide ~Descole's Theme»                                   | 1:40     |  |
| 4.                                                   | «Compensation 1 ~Detragiganto's Theme»                            | 0:33     |  |
| 5.                                                   | «Departure to the Voyage ~Descole's Theme»                        | 2:05     |  |
| 6.                                                   | «Detragan's Echoes ~Whistler's Theme»                             | 1:06     |  |
| 7.                                                   | «Rules for the Survivors ~An Uneasy Atmosphere»                   | 0:46     |  |
| 8.                                                   | «Puzzle Number 001 ~Puzzles Reinvented (from Unwound Future)»     | 1:56     |  |
| 9.                                                   | «Compensation 2 ~Detragiganto's Theme»                            | 0:21     |  |
| 10.                                                  | «Puzzle Number 002 ~Puzzles 5 (from Last Specter)»                | 4:11     |  |
| 11.                                                  | «Melina's Tenacity ~An Uneasy Atmosphere (from Diabolical Box)»   | 0:27     |  |
| 12.                                                  | «People of the Past ~The Looming Tower (from Curious Village)»    | 2:13     |  |
| 13.                                                  | «The True Crown ~Descole's Theme»                                 | 1:54     |  |
| 14.                                                  | «About London ~About Town (from Curious Village)»                 | 0:43     |  |
| 15.                                                  | «The Passionate Whistler ~Whistler's Theme»                       | 1:26     |  |
| 16.                                                  | «The Legendary Kingdom ~Theme of Ambrosia»                        | 0:56     |  |
| 17.                                                  | «Rest ~Time for a Break»                                          | 0:53     |  |
| 18.                                                  | «Approaching Pursuer 1 ~Approaching Pursuer»                      | 1:18     |  |
| 19.                                                  | «Puzzle Number 003 ~Revolutionary Idea»                           | 0:54     |  |
| 20.                                                  | «Adjusting the Pace ~Pursuit in the Night (from Curious Village)» | 1:11     |  |
| 21.                                                  | «Compensation 3 ~Detragiganto's Theme»                            | 0:12     |  |
| 22.                                                  | «Escape! ~Professor Layton's Theme»                               | 2:24     |  |
| 23.                                                  | «Puzzle Number 004 ~The Plot Thickens (from Curious Village)»     | 2:07     |  |
| 24.                                                  | «Descole Appears ~Descole's Theme»                                | 1:01     |  |
| 25.                                                  | «Professor Layton's Piano ~A Song of the Sea»                     | 0:32     |  |
| 26.                                                  | «Approaching Pursuer 2 ~Approaching Pursuer»                      | 1:04     |  |
| 27.                                                  | «Emmy's Efforts ~Emmy's Theme»                                    | 0:31     |  |
| 28.                                                  | «Whistler's Experiment ~Dangerous Experiment»                     | 2:10     |  |
| 29.                                                  | «The Mystery Explained! ~Professor Layton's Theme»                | 2:34     |  |
| 30.                                                  | «Great Conspiracy ~Descole, Ambrosia's Theme»                     | 2:36     |  |
| 31.                                                  | «Prelude to Destruction ~Descole's Theme»                         | 1:07     |  |
| 32.                                                  | «Detragiganto Appears ~Detragiganto's Theme»                      | 1:43     |  |
| 33.                                                  | «Janice's Crisis ~Tense Decision»                                 | 0:21     |  |
| 34.                                                  | «Future British Gentleman ~Luke's Theme»                          | 1:53     |  |
| 35.                                                  | «The Final Battle ~Time of Conclusion»                            | 1:49     |  |
| 36.                                                  | «The Dream Collapses ~Theme of Ambrosia»                          | 1:38     |  |
| 37.                                                  | «Father's Memories ~Whistler's Theme»                             | 0:35     |  |
| 38.                                                  | «The Feelings Will Always Be Close ~Whistler's Theme»             | 2:46     |  |
| 39.                                                  | «The Eternal Diva / Janice Quatlane (CV Nana Mizuki)»             | 6:55     |  |
| 62:36                                                |                                                                   |          |  |